# Adelardo di Corbie
Adelardo di Corbie, o meglio Adalardo (752 – Corbie, 2 gennaio 827), fu abate franco dell'abbazia di Corbie dal 780 all'824, primo abate dell'abbazia di Corvey dall'822 all'826 e consigliere del re. Egli è venerato come santo dalla Chiesa cattolica.

## Biografia
Nipote di Carlo Martello e cugino di Carlo Magno, fu una personalità importante della corte imperiale e diede un buon contributo culturale alla nascita dell'impero carolingio. Mantenne sempre un atteggiamento umile e sottomesso. Per la sua grande passione per il giardinaggio è ricordato come patrono dei giardinieri.
Egli è ritenuto zio di santa Ida di Herzfeld attraverso la sorella Theodrada di Soissons, madre della santa.

## Agiografia
Adelardo nacque dal conte Bernardo, figlio di Carlo Martello; crebbe e fu educato assieme al cugino Carlo Magno alla corte di Pipino il Breve, fratellastro di Bernardo. Fu uno dei più stretti consiglieri di Carlo Magno, fu missus dominicus e, ancora molto giovane, divenne conte palatino. Nel 772 partecipò alla campagna militare del re dei franchi contro i sassoni. Nel 773 entrò nel monastero benedettino di Corbie in Piccardia, dove gli venne assegnata la mansione di giardiniere; fu allievo di Alcuino di York, andò in visita a Montecassino, e in breve tempo divenne abate del monastero di Corbie.
Nel 781 Carlo Magno lo richiamò a corte per affidargli l'educazione del figlio Pipino, quando questi divenne re d'Italia, Adelardo lo seguì e divenne il suo principale ministro. Pipino, prima di morire, nell'810, lo nominò tutore del figlio Bernardo.
Alla morte di Carlo Magno, nell'814, Adelardo cadde in disgrazia: fu accusato ingiustamente di appoggiare Bernardo nelle sue trame per diventare imperatore al posto di Ludovico I il Buono e nell'817 fu esiliato in un monastero nell'isola di Héri (attuale Noirmoutier) sulle coste dell'Aquitania. Egli fu felice di ciò, perché gli permise un ritorno alla vita ascetica e contemplativa.
Dopo quasi cinque anni, nell'821, fu perdonato e richiamato a corte da Ludovico, ma vi rimase per un breve periodo; dopo preferì ritornare al suo monastero di Corbie, dove, pur riprendendo il suo incarico di giardiniere, fu di fatto la guida spirituale di tutti i monaci e svolse molte opere caritatevoli in favore dei poveri. Un anno dopo, assieme a suo fratello Wala, andò a fondare l'abbazia di Corvey, sul Weser, vicino a Paderborn in Vestfalia, come centro per la diffusione della fede cristiana fra i popoli del Nord.
Fu uno dei nove membri dell'Accademia Palatina fondata da Carlo Magno e ha lasciato alcuni scritti. Morì il 2 gennaio 827.

## Culto
Fu canonizzato nel 1026 da papa Giovanni XIX. Il Martirologio romano fissa la sua memoria liturgica per il 2 gennaio.